# Philanthropinum Schloss Marschlins

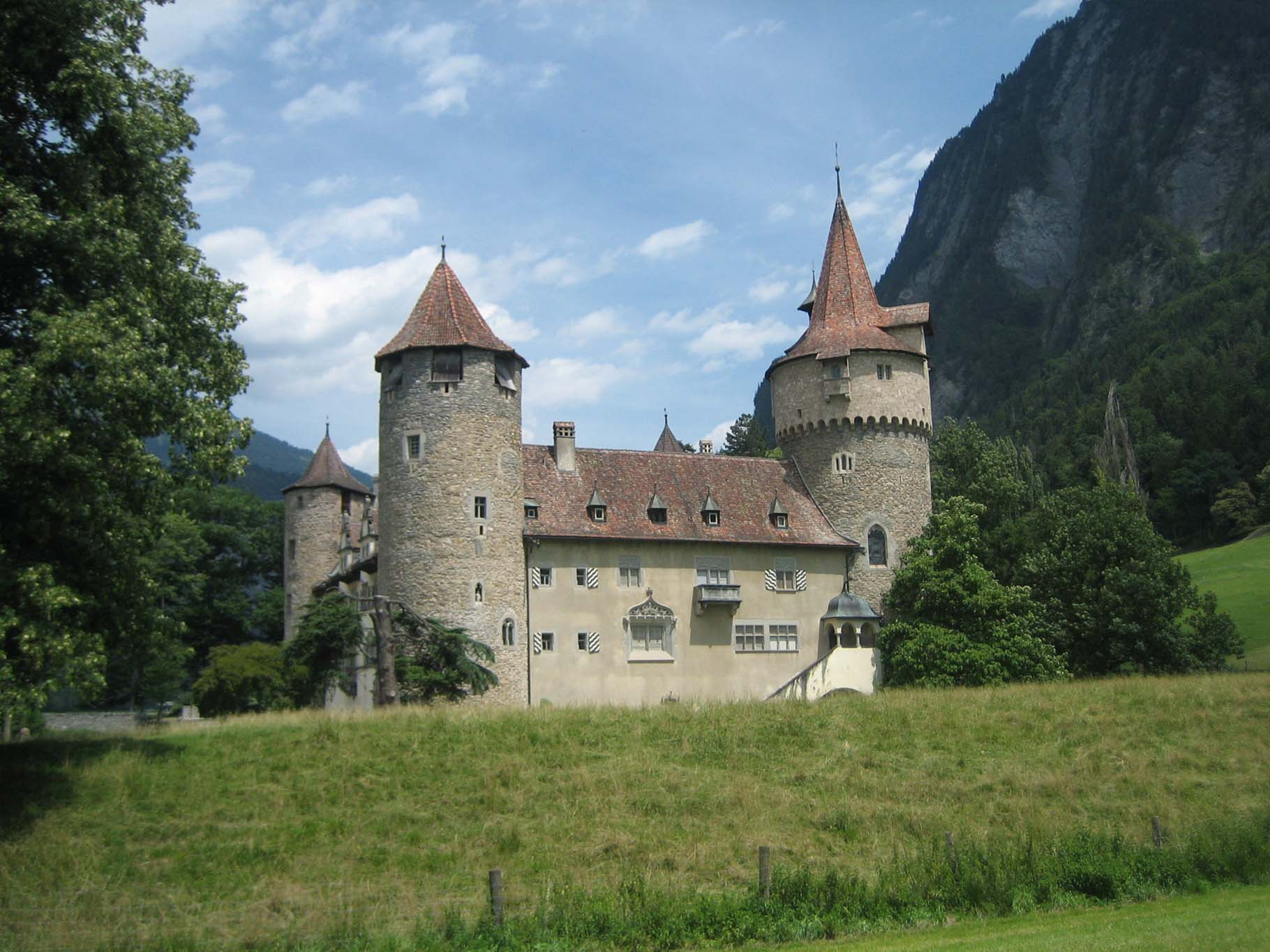
Schloss Marschlins

Philanthropinum Schloss Marschlins (auch Philanthropin) (von altgriechisch φιλος («Freund») und ανθροπος («Mensch»)) ist der Name einer Reformschule des 18. Jahrhunderts, die zwischen 1775 und 1777 von Ulysses von Salis-Marschlins im Schloss Marschlins eingerichtet wurde.

## Das «Philanthropinum Schloss Marschlins»
Das Philanthropinum Schloss Marschlins wurde im Oktober 1775 als zweite reformpädagogische Anstalt nach dem Philanthropinum Dessau von Ulysses von Salis-Marschlins mit Unterstützung von Isaak Iselin im Schloss Marschlins nach Ideen von Johann Bernhard Basedow (1724–1790) eingerichtet. Das Philanthropinum war die Neuausrichtung des von Johann Peter Nesemann von 1771 bis 1775 geleiteten Seminars Haldenstein. Das Reformprojekt scheiterte bereits im Februar 1777 an seinen hochgesteckten Zielen bei gleichzeitiger Unterfinanzierung.
Das Internat war im Schloss Marschlins untergebracht, einer ursprünglich habsburgischen, später toggenburgischen Festung in der Nähe von Landquart. Das Schloss war in dieser Zeit unter dem Namen Zu den vier Türmen bekannt. Die ursprüngliche Konzeption sah die Errichtung von vier Tempeln um das Gebäude vor. Sie sollten der Weisheit, der Tugend, der Geschichte und Christus geweiht werden.
Die Schüler wurden tageweise wechselnd in drei Sprachen unterrichtet. Am ersten und vierten Tag auf Französisch, am zweiten und fünften Tag auf Latein und am dritten und sechsten Tag auf Deutsch.
Vom Beginn im Oktober 1775 bis zum Juli 1776 leitete auf Empfehlung Basedows Karl Friedrich Bahrdt die Schule. Bahrdt und von Salis zerstritten sich in der Frage der pädagogischen Ausrichtung. Einer der Gönner der Schule war Markgraf Friedrich von Baden, der aus Karlsruhe eine Gruppe von Schülern und Pädagogen schickte. Zwischen Herbst 1775 und Februar 1777 brachte Heinrich Julius von Lindau seine Schützlinge Andreas Feurer und Peter im Baumgarten im Internat als Famulanten der untersten Kategorie zu einem Jahresschulgeld von zwanzig Louis d’or unter.